# Alexander Wladimirowitsch Krasnoruzki
Alexander Wladimirowitsch Krasnoruzki (russisch Александр Владимирович Красноруцкий; englisch Alexandre Vladimirovich Krasnoroutskiy; * 17. März 1987 in Kertsch, Ukrainische SSR, Sowjetunion) ist ein ehemaliger russischer Tennisspieler.

## Karriere
Krasnoruzki spielte erfolgreich Turniere auf der Junior Tour und nahm 2004 und 2005 an den French Open teil. 2007 trat er während seines Studiums an der Sommer-Universiade teil, wo er zweimal die Silbermedaille gewann – im Doppel mit Pawel Tschechow und im Mixed-Bewerb mit Alissa Kleibanowa.
Bereits 2003 spielte er erste Turniere auf der Profi-Tour. Seine ersten Titel gewann er zwei Jahre später auf der niederklassigen ITF Future Tour. Dort gewann er insgesamt 18 Titel, alle davon im Doppel. Der Durchbruch im Einzel gelang ihm nicht, seine beste Platzierung war ein 705. Rang im Juli 2006. Erfolgreicher lief es für ihn im Doppel. Anfang 2007 schaffte er erstmals den Sprung in die Top 300 der Weltrangliste. Zwei Monate später gewann er an der Seite seines Landsmanns Alexander Kudrjawzew seinen ersten Titel auf der ATP Challenger Tour. Diesem ließ er im September in Ljubljana und Banja Luka noch zwei weitere Folgen, sodass er im Oktober mit dem 156. Rang sein Karrierehoch erreichte.
Seine guten Leistungen setzte Krasnoruzki 2008 fort. Bei den Challenger-Turnieren in Fargʻona und Saransk scheiterte er noch im Finale, in Almaty und Tscherkassy siegte er jeweils im Endspiel und feierte zwei weitere Doppeltitel. Nach seinem letzten Titel trat er noch bei zwei Turnieren an und pausierte anschließend vier Jahre. Erst 2012 kehrte er auf die Tour zurück und spielte mit Ausnahme des Challengers in Tjumen nur noch Future-Turniere. 2014 beendete er seine aktive Karriere als Tennisprofi.

## Privates
Seine Schwester Lina Krasnoruzkaja war ebenfalls professionelle Tennisspielerin. Sie verlor 2003 bei den US Open mit Daniel Nestor das Mixed-Finale und stand 2004 im Einzel auf dem 25. Rang und im Doppel auf dem 22. Rang der Weltrangliste.

## Erfolge
| Legende (Anzahl der Siege)  |
| Grand Slam                  |
| ATP World Tour Finals       |
| ATP World Tour Masters 1000 |
| ATP World Tour 500          |
| ATP World Tour 250          |
| ATP Challenger Tour (5)     |

### Doppel

#### Turniersiege
| Nr. | Datum              | Turnier     | Belag     | Partner              | Finalgegner                        | Ergebnis          |
| --- | ------------------ | ----------- | --------- | -------------------- | ---------------------------------- | ----------------- |
| 1.  | 28. Juli 2007      | Pensa       | Hartplatz | Alexander Kudrjawzew | Murod Inoyatov Denis Istomin       | 6:1, 4:6, [10:4]  |
| 2.  | 15. September 2007 | Ljubljana   | Sand      | Alexander Kudrjawzew | Ivan Dodig Lovro Zovko             | 7:69, 1:6, [10:6] |
| 3.  | 22. September 2007 | Banja Luka  | Sand      | Alexander Kudrjawzew | Diego Junqueira Vladimir Obradović | 6:2, 6:4          |
| 4.  | 30. August 2008    | Almaty      | Sand      | Denys Moltschanow    | Syrym Äbdichalyqow Alex Bogomolow  | 3:6, 6:3, [10:2]  |
| 5.  | 6. September 2008  | Tscherkassy | Sand      | Michail Jelgin       | Serhij Bubka Serhij Stachowskyj    | 6:4, 7:5          |